# Echinaster varicolor
Echinaster varicolor är en sjöstjärneart som beskrevs av Hubert Lyman Clark 1938. Echinaster varicolor ingår i släktet Echinaster och familjen krullsjöstjärnor.
Artens utbredningsområde är Nya Kaledonien. Inga underarter finns listade i Catalogue of Life.